# Spalto

Diagramma indicante uno spalto in una fortificazione alla moderna

Lo spalto, in alternativa detto anche glacis (termine francese la cui pronuncia originale è [ɡlasi]), indica, in ingegneria militare, un pendio artificiale di terra battuta usato nelle fortificazioni alla moderna per impedire agli assalitori di defilarsi e sfuggire al fuoco difensivo.
Su terreni livellati le truppe che attaccano una fortezza riescono a proteggersi meglio avvicinandosi alle mura. Lo spalto ha una pendenza accuratamente calcolata in rapporto agli altri elementi verticali della fortificazione che impedisce di colpire gli elementi principali della fortificazione con un tiro diretto e obbliga i nemici ad affrontarne la salita completamente allo scoperto. Questo garantiva ai difensori una linea di visuale diretta su di loro, permettendogli di spazzare facilmente il campo con il fuoco dal parapetto della strada coperta.
Gli aggressori sono inoltre rallentati da un profondo fossato situato tra lo spalto e le mura stesse, spesso contornato su entrambi i lati da scarpa e controscarpa in muratura. Lo sviluppo dello spalto, o la presenza di spalti e fossati in sequenza rende necessario, in un assedio scientifico, un complesso e lungo lavoro di scavo per proteggere gli assalitori e consentire loro di raggiungere il fossato principale.